# MTV Movie & TV Awards 2023
La 31ª edizione degli MTV Movie & TV Awards si è tenuta il 7 maggio 2023.

## Candidati e vincitori
Le candidatura sono state annunciate il 5 aprile 2023. I vincitori sono indicati in grassetto. 

### Miglior film
- Scream VI, regia di Matt Bettinelli-Olpin e Tyler Gillett
- Avatar - La via dell'acqua (Avatar: The Way of Water), regia di James Cameron
- Black Panter: Wakanda Forever, regia di Ryan Coogler
- Elvis, regia di Baz Luhrmann
- Nope, regia di Jordan Peele
- Smile, regia di Parker Finn
- Top Gun: Maverick, regia di Joseph Kosinski

### Miglior serie televisiva
- The Last of Us
- Stranger Things
- The White Lotus
- Mercoledì (Wednesday)
- Wolf Pack
- Yellowstone
- Yellowjackets

### Miglior performance in un film
- Tom Cruise – Top Gun: Maverick
- Austin Butler – Elvis
- Florence Pugh – Don't Worry Darling
- Keke Palmer – Nope
- Michael B. Jordan – Creed III

### Miglior performance in una serie televisiva
- Jenna Ortega – Mercoledì (Wednesday)
- Aubrey Plaza – The White Lotus
- Christina Ricci – Yellowjackets
- Riley Keough – Daisy Jones & The Six
- Sadie Sink – Stranger Things
- Selena Gomez – Only Murders in the Building

### Miglior eroe
- Pedro Pascal – The Last Of Us
- Diego Luna – Andor
- Jenna Ortega – Mercoledì (Wednesday)
- Paul Rudd – Ant-Man and The Wasp: Quantumania
- Tom Cruise – Top Gun: Maverick

### Miglior cattivo
- Elizabeth Olsen – Doctor Strange nel Multiverso della Follia (Doctor Strange in the Multiverse of Madness)
- Harry Styles – Don't Worry Darling
- Jamie Campbell Bower – Stranger Things
- M3GAN – Megan
- The Bear – Cocainorso

### Miglior bacio
- Madison Bailey e Rudy Pankow – Outer Banks
- Anna Torv e Philip Prajoux – The Last Of Us
- Harry Styles e David Dawson – My Policeman
- Riley Keough e Sam Claflin – Daisy Jones & The Six
- Selena Gomez e Cara Delevingne – Only Murders in the Building

### Miglior performance comica
- Adam Sandler – Murder Mystery 2
- Dylan O'Brien – Not Okay
- Jennifer Coolidge – Un matrimonio esplosivo (Shotgun Wedding)
- KeKe Palmer – Nope
- Quinta Brunson – Abbott Elementary

### Miglior performance rivelazione
- Joseph Quinn – Stranger Things
- Bad Bunny – Bullet Train
- Bella Ramsey – The Last Of Us
- Emma D'Arcy – House of the Dragon
- Rachel Sennott – Bodies Bodies Bodies

### Miglior combattimento
- Courteney Cox (Gale Weathers) vs. Ghostface – Scream VI
- Brad Pitt (Ladybug) vs. Bad Bunny (The Wolf) – Bullet Train
- Jamie Campbell Bower (Vecna) vs. Millie Bobby Brown (Undici) – Stranger Things
- Keanu Reeves (John Wick) vs. Chiunque – John Wick 4
- Fuga da Narkina 5 – Andor

### Miglior performance terrorizzante
- Jennifer Coolidge – The White Lotus
- Jesse Tyler Ferguson – Cocainorso (Cocaine Bear)
- Justin Long – Barbarian
- Rachel Sennott – Bodies Bodies Bodies
- Sosie Bacon – Smile

### Miglior coppia
- Pedro Pascal e Bella Ramsey – The Last Of Us
- Camila Mendes e Maya Hawke – Do Revenge
- Jenna Ortega e Mano – Mercoledì (Wednesday)
- Simona Tabasco e Beatrice Grannò – The White Lotus
- Tom Cruise e Miles Teller – Top Gun: Maverick

### Miglior cast
- Stranger Things
- Ant-Man and The Wasp: Quantumania
- Black Panther: Wakanda Forever
- Outer Banks
- Teen Wolf: The Movie

### Miglior canzone
- Taylor Swift – Carolina (La ragazza della palude) (Where the Crawdads Sing)
- Demi Lovato – Still Alive (Scream VI)
- Doja Cat – Vegas (Elvis)
- Lady Gaga – Hold My Hand (Top Gun: Maverick)
- OneRepublic – I Ain’t Worried (Top Gun: Maverick)
- Rihanna – Lift Me Up (Black Panther: Wakanda Forever)

### Miglior momento musicale
- Come Back Home - Sofia Carson (Purple Hearts)
- Look at Us Now - Sam Claflin (Daisy Jones & The Six)
- Jack’s Tap Dance (Don't Worry Darling)
- Trouble - Austin Butler (Elvis)
- I Will Survive - Gloria Gaynor (Ginny & Georgia)
- Titanium - Jenna Davis (Megan)
- Revolting Children - Charlie Hodson-Prior e Meesha Garbett (Matilda The Musical di Roald Dahl)
- Naatu Naatu - Rahul Sipligunj e Kaala Bhairava (RRR)
- Body - Megan Thee Stallion (She-Hulk: Attorney at Law)
- Big Boys - SZA, Keke Palmer, Cecily Strong, Ego Nwodim, Punkie Johnson (Saturday Night Live)
- Running Up That Hill - Kate Bush (Stranger Things)
- Long, Long Time - Linda Ronstadt (The Last of Us)
- You Should See Me in a Crown - Billie Eilish (L'accademia del bene e del male)
- This Love - Taylor Swift (L'estate nei tuoi occhi)
- Go Go Muck - The Cramps (Mercoledì)
- Simon's Song - Omar Rudberg (Young Royals)

### Miglior serie docu-reality
- The Kardashians
- Jersey Shore Family Vacation
- The Real Housewives of Beverly Hills
- Family Reunion: Love & Hip Hop Edition
- Vanderpump Rules

### Miglior serie competizione
- RuPaul’s Drag Race All-Stars
- All-Star Shore
- Big Brother
- The Challenge: USA
- The Traitors

### Miglior conduttore
- Drew Barrymore – The Drew Barrymore Show
- Joel Madden – Ink Master
- Nick Cannon – The Masked Singer
- RuPaul – RuPaul’s Drag Race
- Kelly Clarkson – The Kelly Clarkson Show

### Miglior documentario musicale
- Selena Gomez: My Mind & Me
- Halftime
- Love, Lizzo
- Sheryl
- The Day the Music Died: The Story of Don McLean’s American Pie

### Best Reality On-Screen Team
- Ariana Madix, Katie Maloney, Scheana Shay, LaLa Kent – Vanderpump Rules
- Michael Sorrentino, Vinny Guadagnino d Pauly D – Jersey Shore Family Vacation
- Tori Deal e Devin Walker – The Challenge: Ride or Dies
- RuPaul e Michelle Visage – RuPaul’s Drag Race
- Garcelle Beauvais e Sutton Stracke – The Real Housewives of Beverly Hills

### Comedic Genius Award
- Jennifer Coolidge